# Eukoenenia margaretae
Eukoenenia margaretae is een spinnensoort in de taxonomische indeling van de Palpigradi.
Het dier komt uit het geslacht Eukoenenia. Eukoenenia margaretae werd in 1982 beschreven door Orghidan, Georgesco and Sârbu.